# Калалта (Тревизо)
Калалта је насеље у Италији у округу Тревизо, региону Венето.
Према процени из 2011. у насељу је живело 72 становника. Насеље се налази на надморској висини од 67 м.